# Книзл
Книзл је, у универзуму Харија Потера, ситно мачколико створење са шареним, туфнастим или флекавим крзном, огромним ушима и лављим репом. Врло је интелигентно, независно и повремено агресивно створење. Ако се зближи са чаробњаком или вештицом, може бити одличан љубимац. Има невероватну могућност да препозна сумњиве и неподобне особе и власник увек може да се ослони на њега да га безбедно одведе до куће ако се изгуби. Према књигама, пореклом из Британије, книзл може имати до осам мачића. Потребна је дозвола за поседовање, јер им је изглед довољно необичан да привуче пажњу Нормалаца.